# Svetlana Bazjanova
Svetlana Valerjevna Bazjanova (ryska: Светлана Валерьевна Бажанова), född den 1 december 1972 i Tjeljabinsk, Ryska SFSR, Sovjetunionen, är en rysk skridskoåkare.
Hon tog OS-guld på damernas 3 000 meter i samband med de olympiska skridskotävlingarna 1994 i Lillehammer.